# Cの微熱
「Cの微熱」（シーのびねつ）は、Λuciferの2枚目のシングルである。1999年11月3日発売。

## 概要
アルバム『LIMIT CONTROL』の先行シングル。初のトップ10入り。
前作同様、アニメ『KAIKANフレーズ』のオープニングテーマに起用された。

## 収録曲
1. Cの微熱
  - 作詞:森雪之丞 作曲:CHISATO
2. PLASMAGIC
  - 作詞:森雪之丞 作曲:CHISATO
3. Cの微熱(オフ・ヴォーカル・ヴァージョン)